# Gouvernement provisoire de l'Oregon
1843–1849
Entités précédentes :
- Oregon Country

Entités suivantes :
- Territoire de l'Oregon

Le gouvernement provisoire de l'Oregon (en anglais Provisional Government of Oregon) était un gouvernement élu par le peuple dans l'Oregon Country, dans la région Nord-Ouest Pacifique de l'Amérique du Nord, qui exista du 2 mai 1843 au 3 mars 1849. Créé à une époque où aucun pays n'avait souveraineté sur la région, ce gouvernement indépendant fournit un système légal et une défense commune pour les pionniers colonisant la région. Les colons s'étaient mis d'accord sur le fait qu'il durerait « seulement jusqu'à ce que les États-Unis d'Amérique étendent leur juridiction sur la région »,, comme l'indiquait la Section 1 du préambule des Lois organiques de l'Oregon, qui furent adoptées en 1843 en tant que constitution.
Le gouvernement suivait la séparation des trois pouvoirs. L'exécutif fut d'abord géré par un Comité exécutif de trois membres, de 1843 à 1845 ; puis, en 1845, il fut remplacé par le poste de gouverneur. Le judiciaire comptait un seul juge suprême et plusieurs cours. Le législatif était géré par neuf membres composés en législature jusqu'en 1845, lorsque l'Oregon House of Representatives fut établie.

## La formation du Gouvernement provisoire
À partir de 1841, les colons de l'Oregon Country organisèrent une série de réunions à Champoeg, sur la French Prairie, et dans quelques autres sites de la vallée de la Willamette. La première rencontre avait pour thème la gestion des biens d'Ewing Young, qui était mort sans avoir écrit de testament, et était en affaires avec de nombreux autres pionniers ; un tribunal des successions était nécessaire pour les administrer. En février 1841, un juge des successions fut nommé, et plusieurs autres postes officiels créés ; toutefois, la formation d'un gouvernement n'était pas à l'ordre du jour. L'idée gagna du terrain cependant au début de 1843, après l'arrivée de 100 nouveaux immigrants par la piste de l'Oregon l'année précédente.
Le 2 février 1843, le premier « Wolf Meeting » fut tenu à l'Oregon Institute, dans l'actuelle ville de Salem pour résoudre le problème des attaques de prédateurs sur le bétail. Une deuxième rencontre eut lieu en mars, qui mit en place des primes sur les prédateurs ; en parallèle, les colons commencèrent à discuter de la constitution d'un gouvernement. Les rencontres continuèrent dans la vallée les mois suivants. Une assemblée importante fut tenue à Champoeg le 2 mai 1843, durant laquelle fut proposé et mis aux voix (par Joseph L. Meek selon sa biographie) un gouvernement provisoire ; 52 votèrent en faveur du projet, et 50 contre, mais les seules notes prises lors de la rencontre qui restent firent état d'une « large majorité » en faveur de la formation d'un gouvernement provisoire. Le Provisional Government of Oregon fut donc mis en place ; le 5 juillet 1843 les Organic Laws of Oregon furent adoptées, et les premières élections eurent lieu.

## L'organisation du Gouvernement provisoire
Les lois organiques furent ébauchées par un comité législatif les 16 mai et 28 juin 1843, avant d'être adoptées le 5 juillet. Il ne s'agissait pas d'une constitution formelle, mais le document esquissait les lois du gouvernement. Deux ans plus tard, le 2 juillet 1845, de nouvelles lois organiques furent proposées pour réviser et clarifier la version précédente ; cette nouvelle version fut adoptée à la majorité des voix le 26 juillet 1845. Elle divisait le gouvernement en trois branches, judiciaire, exécutive et législative. La définition de la branche exécutive avait été modifiée au préalable, à la fin de 1844, remplaçant un comité de trois personnes par un seul gouverneur ; ce changement prit effet en 1845

### L'exécutif

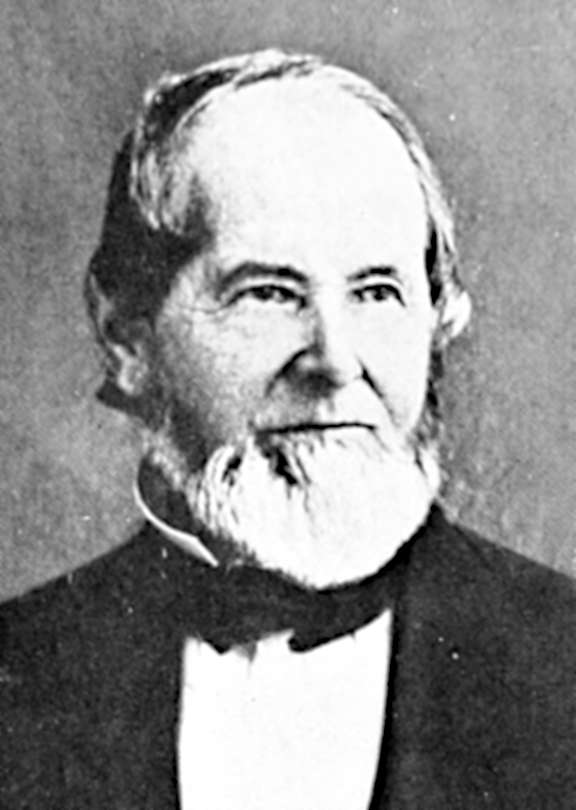
George Abernethy.

La première version des lois organiques mettait en place un Comité exécutif de trois personnes. Le deuxième Comité fut élu le 14 mai 1844 et dura jusqu'au 12 juin 1845. Un amendement de décembre 1844 des lois organiques supprima le Comité et constitua le poste de gouverneur de l'Oregon ; il entra en vigueur en juin 1845. George Abernethy devint à cette période le premier gouverneur ; ce fut le seul gouverneur durant le Gouvernement provisoire : il fut réélu en 1847 et son mandat s'arrêta en 1849.

### Le législatif
La Législature provisoire organisait ses assemblées principalement à Oregon City. Les députés se réunissaient à différentes périodes de l'année ; il n'y eut pas de réunion en 1848, étant donné qu'un grand nombre d'entre eux avaient quitté l'Oregon pour tenter leur chance dans la ruée vers l'or en Californie. La Législature promulguait les lois, envoyait des pétitions au Congrès des États-Unis, décrétait l'incorporation de localités et la formation d'organisation, gérait les demandes de divorces et accordait des licences pour la gestion de ferrys,,. Après la formation du territoire de l'Oregon, la Législature fut remplacée par les deux chambres de l'Oregon Territorial Legislature.

### Le judiciaire

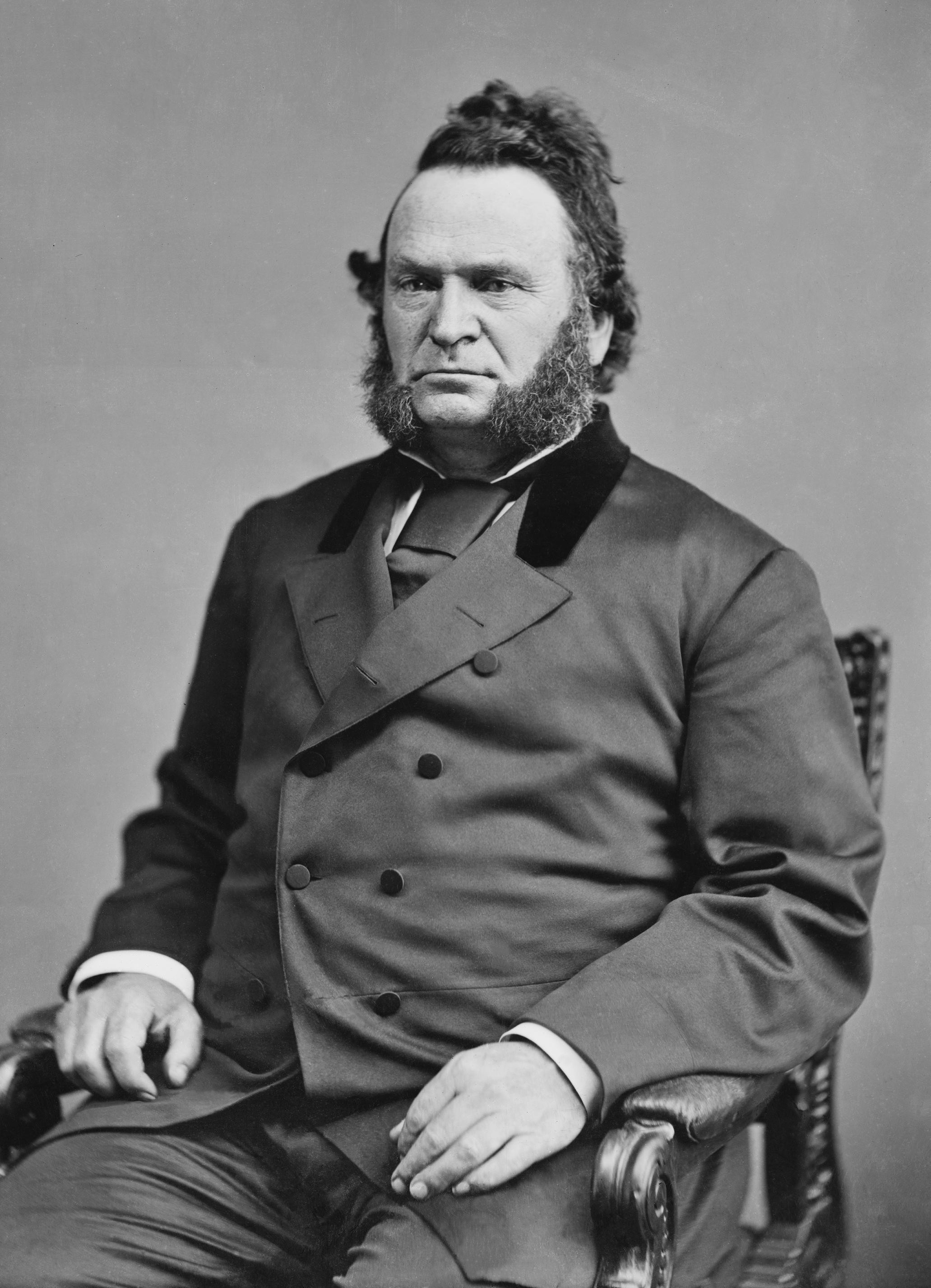
James W. Nesmith.

Le précurseur de la Cour suprême de l'Oregon comprenait un seul juge suprême et deux justices de paix. Le juge suprême était élu par le peuple, mais la Législature pouvait si nécessaire sélectionner un juge président comme remplacement.

### Les districts
Le Gouvernement provisoire divisa la région en plusieurs districts administratifs, les prédécesseurs des comtés qui furent créés par la suite. Les lois organiques autorisaient la formation de trois à cinq districts, voire plus avec l'augmentation de la population. Les premiers districts de l'Oregon Country, au nombre de quatre, étaient les districts de Twality, Yamhill, Clackamas et Champooick ; s'ils recouvraient l'ensemble du territoire, la zone effectivement contrôlée se limitait à la basse vallée du Columbia et de la Willamette.

## La milice
Les lois organiques prévoyaient la formation d'une milice comprenant un bataillon de fusiliers montés que dirigeait une personne du rang de major ; elle se regroupait une fois par an en septembre pour être inspectée. Tous les hommes ayant entre seize et soixante ans en faisaient partie - ce qui est toujours vrai actuellement, à ceci près qu'aujourd'hui les deux sexes sont inclus, et que l'âge maximal a été abaissé à 45 ans. C'est le Comité exécutif qui avait le pouvoir d'appeler la milice ; tout officier de la milice pouvait également lui faire appel dans les périodes d'insurrection ou d'invasion.
C'est en mars 1844 que se fit pour la première fois sentir le besoin de faire appel à la milice : un membre des Molala tua le greffier George LeBreton et un autre homme à Oregon City. Une compagnie de 25 hommes fut organisée sous le nom d'Oregon Rangers à l'Oregon Institute ; elle était dirigée par le capitaine Thomas D. Keizer, qui démissionna peu de temps après et fut remplacé par Charles H. Benett. Ces hommes étaient payés 2 dollars par jour de service, et 1 dollar par jour d'entraînement ; ils devaient se procurer eux-mêmes leurs armes, mais il n'y eut pas de combat dans l'immédiat.

### La guerre Cayuse
Après le massacre de Whitman en 1847, les colons craignaient que les Amérindiens organisent de nouvelles attaques. En décembre 1847, après avoir pris connaissance de l'attaque auprès de la Compagnie de la Baie d'Hudson, le gouverneur Abernethy et la législature se rencontrèrent pour discuter de la situation. Le 8 décembre, une compagnie de cinquante hommes fut levée et rapidement envoyée à The Dalles pour protéger la colonie et empêcher toute force ennemie d'entrer dans la vallée de la Willamette. Le major Henry A. G. Lee fut placé à la tête de cette unité, appelée Oregon Rifles ; elle arriva à The Dalles le 21 décembre et y établit Fort Lee (l'actuel Fort Dalles),. Une force supplémentaire de cinq cents hommes devait se regrouper à Oregon City le 25 décembre ; c'est elle qui poursuivit la guerre à l'est des Cascades sous le commandement de Cornelius Gilliam. La guerre Cayuse s'arrêta une fois les responsables des meurtres livrés par les chefs des tribus ; ils furent reconnus coupables, puis furent pendus le 3 juin 1850 à Oregon City.

## Développements ultérieurs
Le 15 juin 1846, le litige sur la frontière de l'Oregon entre les États-Unis et la Grande-Bretagne fut résolu grâce au traité de l'Oregon, qui plaçait la frontière au 49e parallèle. Deux ans plus tard, le 14 août, le Congrès des États-Unis créa le territoire de l'Oregon, qui comprenait les États actuels de l'Oregon, de Washington, de l'Idaho et, partiellement, du Montana et du Wyoming. Cela étendait la souveraineté des États-Unis sur la région ; toutefois, le contrôle effectif du territoire devait attendre l'arrivée des officiels depuis le reste du pays.
Le 2 mars 1849, Joseph Lane arriva à Oregon City pour y occuper le poste de Gouverneur du territoire de l'Oregon. Originaire de l'Indiana, Lane avait été nommé par le Président Polk en août 1848 lors de la création du territoire par le Congrès ; il dissolut le gouvernement provisoire, mais conserva toutes les lois votées, à l'exception de celle qui autorisait le monnayage des Beaver Coins, lequel était incompatible avec la Constitution des États-Unis. En 1853, le territoire de Washington fut créé à partir de la partie nord du territoire de l'Oregon. Le 14 février 1859, le territoire de l'Oregon devint l'État de l'Oregon.